# 小港至陽宮

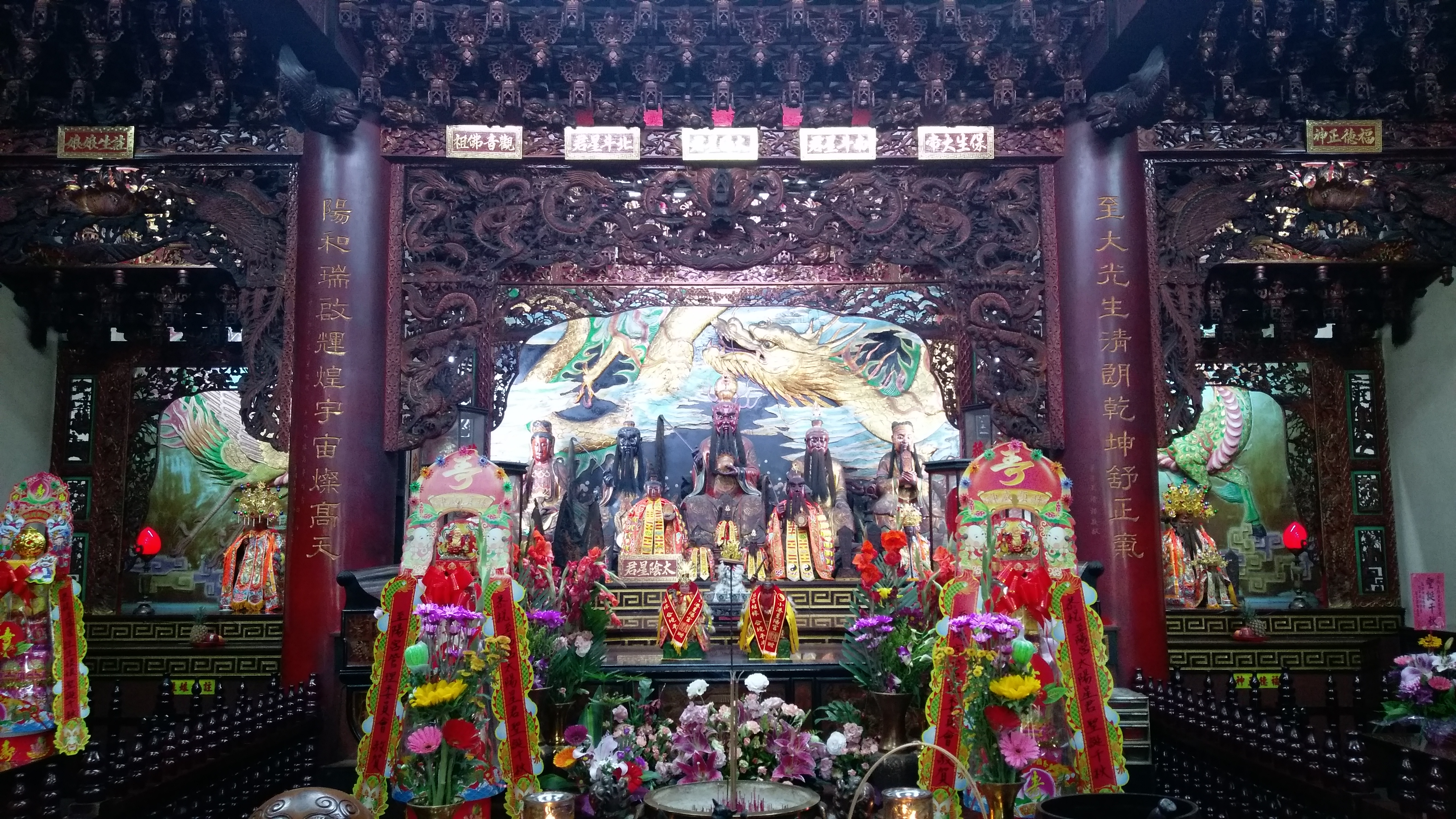
小港至陽宮正殿

小港至陽宮，位於高雄市小港區的一間太陽公廟，主奉太陽星君（太陽公）。

## 歷史沿革
清朝乾隆三十九年（公元1774年），太陽星君之香火，由馮、方、陳、洪等姓氏，自中國大陸浙江省平湖縣奉請前來小港大苓，陳旺買地建茅屋三間供奉。
昭和六年（公元1931年），有中洲漁民郭黑皮捐款建為竹屋，昭和十七年（公元1942年）竹屋被日本人拆除改為防空用地，所奉祀諸神隨即移駕吳改先生住宅，臺灣由中華民國接管後，民國三十八年（公元1949年）轉移至洪草木先生住宅，民國四十三年（公元1954年）由洪草木先生獨資雕太陽星君金身，斯時以武乩濟世，讓善男信女繼續膜拜。民國四十七年（公元1958年）由洪義弘，吳明讚倡議成立太陽公壇。民國五十一年（公元1962年）由信徒集資建堂，賜名至陽堂。
民國七十一年（公元1982年）二月奉詔開設文鑾紫詔殿覺心堂，從此飛鑾闡教宣達聖訓。
民國七十二（公元1983年）年元月，諸多信士觀乎舊宇狹隘粗陋，且歷遭風雨侵蝕，至陽宮廟宇建築殘破，時有信士洪草木先生奉獻建地180坪，張知先生奉獻地五坪為建廟用地。民國七十二年公曆五月六日（農曆三月二十四日）動土，同年八月成立重建委員會，推選吳青先生為主任委員，民國七十三年（公元1984年）六月新殿外貌完竣，民國七十三年（公元1984年）農曆十二月二十日一樓神尊安座，乃成立管理委員會，選定第一屆管理委員，民國八十年（公元1991年）農曆十一月十九日二樓神尊安座。

## 祀神
- 正殿：太陽星君、南斗星君、北斗星君、太陰星君、保生大帝、觀音佛祖、中壇元帥、註生娘娘、福德正神、太歲星君

- 斗姥殿：斗姥元君、天皇大帝、紫微大帝、東華帝君、瑤池金母